# Cilibia
Cilibia là một xã thuộc hạt Buzău, România. Dân số thời điểm năm 2002 là 1935 người.